# Северск
Вижте пояснителната страница за други значения на Северск.
Северск (на руски: Северск) е град в Томска област, Русия.
Населението на града е 108 400 души през 2011 година.

## История
Селището е основано през 1949 година и първоначално е сменило няколко имена. Възниква във връзка с построяването на химически комбинат, занимаващ се основно с обогатяването на уран и плутоний. Получава статут на град през 1954 година, когато е и преименувано на Северск. През 1958 г. близо до Северск е построена втората атомна електроцентрала в СССР - Сибирската АЕЦ, чието основно производство е оръжеен плутоний. Северск има статут на затворен град до 1992 г. и де факто е бил наричан Томск-7, какъвто е бил пощенският му код. Самият град не е бил обозначаван на картите до разпадането на СССР.

## Икономика
Икономиката на града се базира на ядрените мощности, изградени тук за обогатяването и обработката на уран и плутоний. В града също така се произвеждат и съхраняват ядрени бойни глави.

## Ядрена авария
На 6 април 1993 г. при почистването на апаратура за извличане на радиоактивни елементи с азотна киселина възниква експлозия. В резултат на взрива в атмосферата са изхвърлени радиоактивни вещества, а 1946 души са облъчени. Аварията е оценена на IV степен по международна скала за ядрени и радиационни събития.